# Nevyřešený případ
Nevyřešený případ či Není Sherlock jako Holmes (Without a Clue, 1988) je britská filmová parodie na příběhy o Sherlocku Holmesovi.

## Děj
Děj filmu je založen na tom, že postavu Sherlocka Holmese si vymyslel doktor John Watson (Ben Kingsley). Ten o něm píše knihy a tak zatímco společnost a policisté ze Scotland Yardu se obracejí jako na Holmese na nastrčeného bývalého nepříliš úspěšného herce Reginalda Kincaida (Michael Caine), kriminální činy ve skutečnosti řeší právě Watson. Kincaid je zcela neschopný a navíc alkoholik a tak ho Watson jednoho dne vyhodí a v redakci časopisu The Strand Magazine, kde vycházejí Holmesovské příběhy, Watson hrozí skončením úspěšné série povídek (je Holmesem unaven podobně jako jeho skutečný tvůrce Arthur Conan Doyle). Zároveň ale dojde ke krádeži štočků pro tisk pětilibrových bankovek a zmizení jednoho z pracovníků tiskárny a britská vláda žádá Holmese o pomoc. Doktora Watsona nikdo nebere vážně a tak ten, pokud chce pomoci, musí Holmese zavolat zpátky.
Inspektor Lestrade (Jeffrey Jones) žárlí na Holmesovy úspěchy a nevynechá žádnou příležitost ke špehování Holmese a Watsona a k přivlastňování si jejich nápadů. Když Watson a "Holmes" objeví, že za celou sérií zločinů je plán profesora Moriartyho, Watson je kvůli nešikovnosti "Holmese" zabit. "Holmes" tak musí pokračovat v pátrání sám s paní Hudsonovou (Pat Keen) a s dcerou uneseného pracovníka tiskárny (Lysette Anthony), o které se ale později zjistí, že je nastrčenou špiónkou. "Holmes" náhodou objeví tajnou tiskárnu profesora Moriartyho a celý případ vyřeší spolu s doktorem Watsonem, který nezemřel, pouze využil toho, že je nezvěstný, a pátral na vlastní pěst (podobně jako Doylův Holmes v povídce Prázdný dům, 1903). Ač si oba hlavní protagonisté na začátku případu řekli, že tento je jejich poslední, na konci se smíří a plánují v podobném duchu pokračovat dál.

## Obsazení
| Michael Caine   | Sherlock Holmes (Reginald Kincaid) |
| Ben Kingsley    | Doktor John Watson                 |
| Jeffrey Jones   | Inspektor George Lestrade          |
| Paul Freeman    | Profesor James Moriarty            |
| Pat Keen        | Paní Hudsonová                     |
| Matthew Savage  | Wiggins                            |
| Tim Killick     | Sebastian Moran                    |
| Peter Cook      | Norman Greenhough                  |
| Nigel Davenport | Lord Smithwick                     |